# Прилук (Чушевицкий сельсовет)
Прилук — упразднённая деревня в Верховажском районе Вологодской области России.

## География
Урочище находится в северной части области, в подзоне средней тайги, в пределах южной части Важско-Кулойской низины, на правом берегу реки Ваги, на расстоянии примерно 26 километров (по прямой) к юго-западу от села Верховажье, административного центра района.

### Климат
Климат характеризуется как умеренно континентальный. Среднегодовая температура воздуха — +1,8 °C. Абсолютный минимум температуры воздуха составляет −46 °C; абсолютный максимум — +37 °C. Безморозный период длится 110—115 дней. Среднегодовое количество атмосферных осадков составляет 637 мм. В течение года преобладают ветра юго-западного направления.

## История
В «Списке населенных мест Вологодской губернии по сведениям 1859 года» населённый пункт упомянут как удельная деревня Прилуцкое Вельского уезда, расположенная в 60 верстах от уездного города. В деревне имелось 14 дворов и проживало 124 человека (58 мужчин и 66 женщин). В 1881 году входила в состав Чушевице-Покровской волости.
В 1940 году входила в состав Суходворского сельсовета Верховажского района. По состоянию на 1 января 1973 года в составе Чушевицкого сельсовета.

## Население
По данным 1909 года, в деревне имелось 37 хозяйств и проживало 253 человека (131 мужчина и 122 женщины).